# Jan Hus
Jan Hus (n. anii 1370, Husinec⁠(d), Sfântul Imperiu Roman – d. 6 iulie 1415, Konstanz, Sfântul Imperiu Roman) a fost un teolog reformator ceh, născut la Husinec, Boemia, ars pe rug pentru ideile sale anti-papale. Prin scrierile sale, Jan Hus a contribuit mult la dezvoltarea limbii cehe literare.

## Studii și activitate
Tatăl lui Jan Hus a fost cărăuș. Cu toate că provenea dintr-o familie modestă, Jan Hus a urmat Școala Latină în Prahatice și a studiat, din anul 1386, în Praga la Universitatea Karl, obținând la absolvirea studiului gradul de "Magister Artium". Ca profesor, a predat limba cehă literară și a stabilit reguli de scriere.
Prin intermediul lui Hieronymus din Praga, Jan Hus a cunoscut operele profesorului de teologie din Oxford, John Wycliff, de care a fost influențat. Nobilii cehi, după căsătoria sorei regelui Wenceslaus al IV-lea de Bohemia, Ana de Bohemia, cu Richard al II-lea al Angliei în (1382), aduc la Praga opere ale lui John Wycliff, acestea fiind opere teologice și o critică la adresa clerului din Anglia, care era solicitat să renunțe la bogăția lumească și la puterea politică, reîntorcându-se la viața modestă și morală. Jan Hus a studiat teologia în 1400 și a devenit preot în 1401, ajungând decanul Facultății de Filozofie. În 1402 a devenit profesor, deținând și funcția de rector la Universitatea din Praga, unde a predat teologie și filozofie (1409-1410). Jan Hus a reușit să-l convingă pe regele Wenceslaus al IV-lea de Bohemia să aprobe Decretul Kuttenberg care admitea majoritatea cehilor la Universitatea Karl (Carol). Astfel, prin acest decret, se întărea poziția cehă în raport cu germanii la Universitatea din Praga.

## Influența sa ca preot și predicator
Din 1402 predicile lui în Capela Betlehem din Praga sunt în limba cehă, la fel și cântecele corale din timpul slujbei. Jan Hus a devenit foarte popular, fiind și preotul reginei Sophie. Hus a predicat o viață severă, morală și plină de virtuozitate, condamnând ușurința, luxul și moda. Aceste opinii au determinat nemulțumirea printre meseriașii și negustorii care trăiau de pe urma acestor excese.
Influențat de tezele lui Wyclif, Jan Hus a criticat lăcomia și viața de desfrâu a clerului, proprietățile și avuțiile lumești ale bisericii. A luptat neobosit și înflăcărat pentru reformarea bisericii, a militat pentru libertatea gândirii și introducerea limbii cehe în slujbele bisericești, recunoscând numai Biblia ca o autoritate supremă în credința creștină. Jan Hus nu a acceptat teza conform căreia papa "nu greșește".
Aflând de conținutul predicilor lui, în anul 1408, episcopul din Praga îi suspendă dreptul de a predica și îi interzice slujbele religioase. Jan Hus nu respectă aceste interdicții iar în predicile sale critică mai departe Papa și clerul bisericesc, reușind într-un timp scurt să obțină simpatia majorității populației din Boemia.
Pentru a obține sprijin, Episcopul din Praga îl recunoaște pe Alexandru al V-lea (antipapă) și astfel obține o "Bulă papală" (9 mai 1410), prin care se pretinde să fie înmânate lucrările lui Wyclif episcopului și sunt interzise propagarea și predicile în afara bisericii. Din ordinul episcopului, sunt arse peste 200 din manuscrisele lui Wyclif. Jan Hus este denunțat Romei. Reprezentanți ai lui Hus la Roma au încercat zadarnic să apere ideile sale.
În 1410 Ioan al XXIII-lea (antipapă) l-a excomunicat pe Jan Hus, iar în 1411 el a fost alungat din Praga, ceea ce a provocat nemulțumiri și revolte în oraș. Prin protejarea lui de către rege și datorită revoltelor populare, Jan Hus a putut predica încă un an. În predicile sale, el a condamnat cruciadele și bula papală prin care iertarea păcatelor se realiza plătind bani bisericii. În cele din urmă, Jan Hus a fost nevoit să se refugieze în afara orașului.

## Jan Hus și sentimentul național
În acel timp, Boemia aparținea, ca "Territorium", de Sfântul Imperiu Romano-German și avea o populație numeroasă (majoritară) de etnie cehă. Predicile lui Jan Hus au fost interpretate drept atacuri la adresa clerului german, în special, și a germanilor, în general. Tensiunea dintre naționalitățile germane și cehe se amplifică, când 1000 de studenți și mulți profesori germani părăsesc Praga după aprobarea, în 1409, a "Decretului Kuttenberg" și stabilesc Universitatea din Leipzig, ceea ce a lezat prestigiul Universității din Praga, renumită în Europa din acea perioadă. Deoarece Hus își ținea predicile reformatoare bisericești în strânsă legătură cu revendicări naționale cehe, asta i-a făcut mulți dușmani atât în rândurile elitei politice germane, cât și la Scaunul Papal. Astfel că, în 1411, deși era rector la Universitatea Pragheză, Jan Hus este excomunicat de (Contra-)Papa Ioan al XXIII-lea și nevoit să fugă din Praga.
Jan Hus s-a refugiat (1412-1414) în Ziegenburg în Boemia de sud și în cetatea Krakovec din Boemia centrală. În perioada refugiului său, Jan Hus a scris mai multe lucrări în limba cehă, realizând o limbă literară cehă, contribuind la traducerea Bibliei și a Vechiului Testament (1413) în lucrarea Postila. Atunci când antipapa Ioan al XXIII-lea a pornit o nouă cruciadă împotriva orașului Neapole și a promis iertarea păcatelor celor care participau la această cruciadă, Jan Hus a criticat această activitate, iar la Praga izbucnesc noi revolte. Jan Hus a străbătut Boemia ca predicator iar mase mari de cehi i s-au alăturat. Concret, Hus revendica separarea bisericii cehe de biserica Regatului German (în Sf. Imperiu Romano-Catolic era și un rege german alături de împărat) și drepturi mai largi în folosirea limbii cehe.

## Conciliul din Konstanz

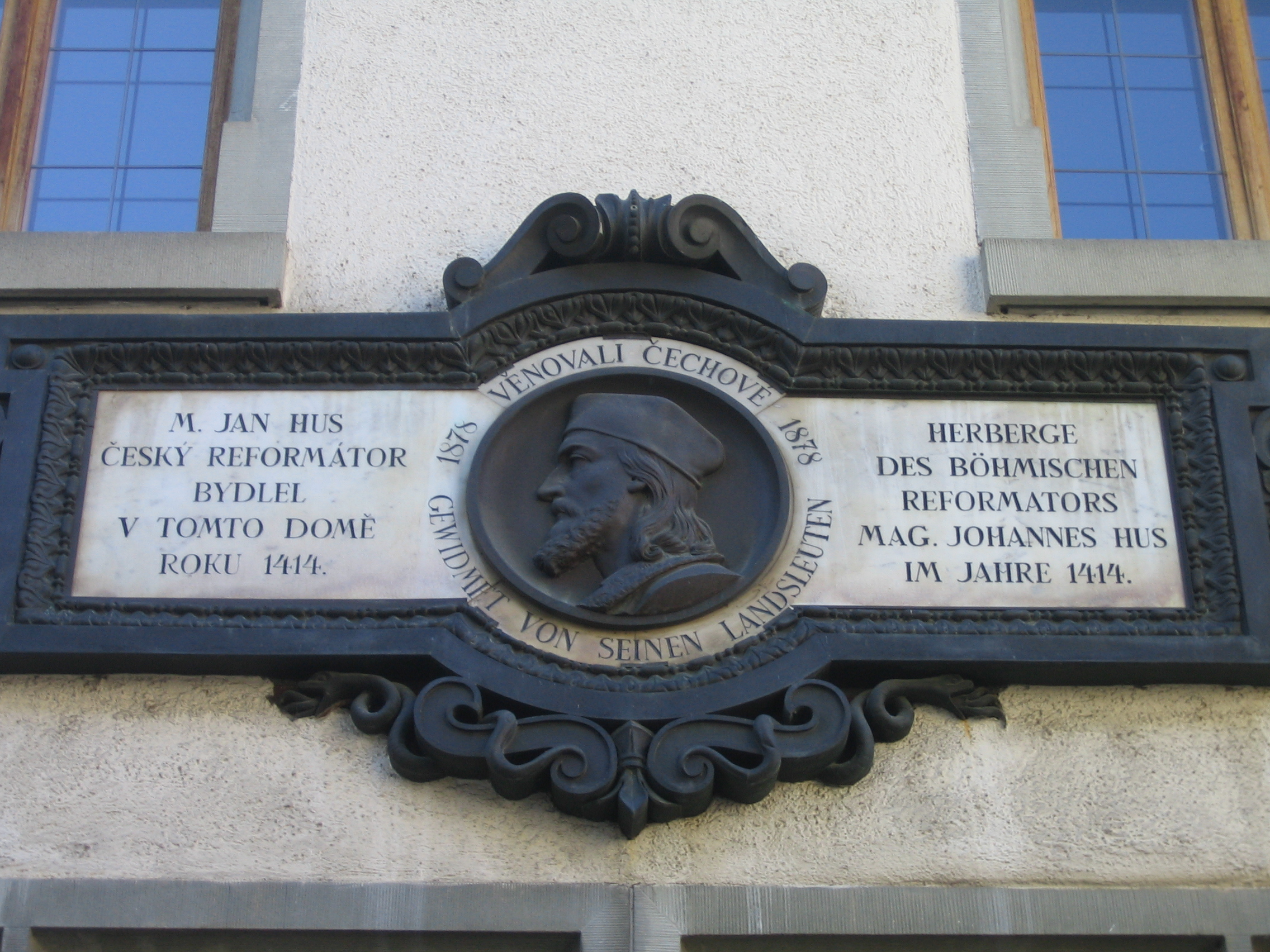
Locul de detenție a lui Jan Hus în Konstanz, în anul 1414

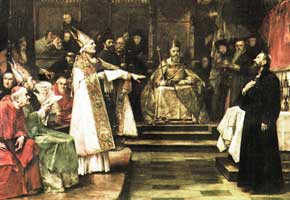
Jan Hus în fața Consiliului din Konstanz

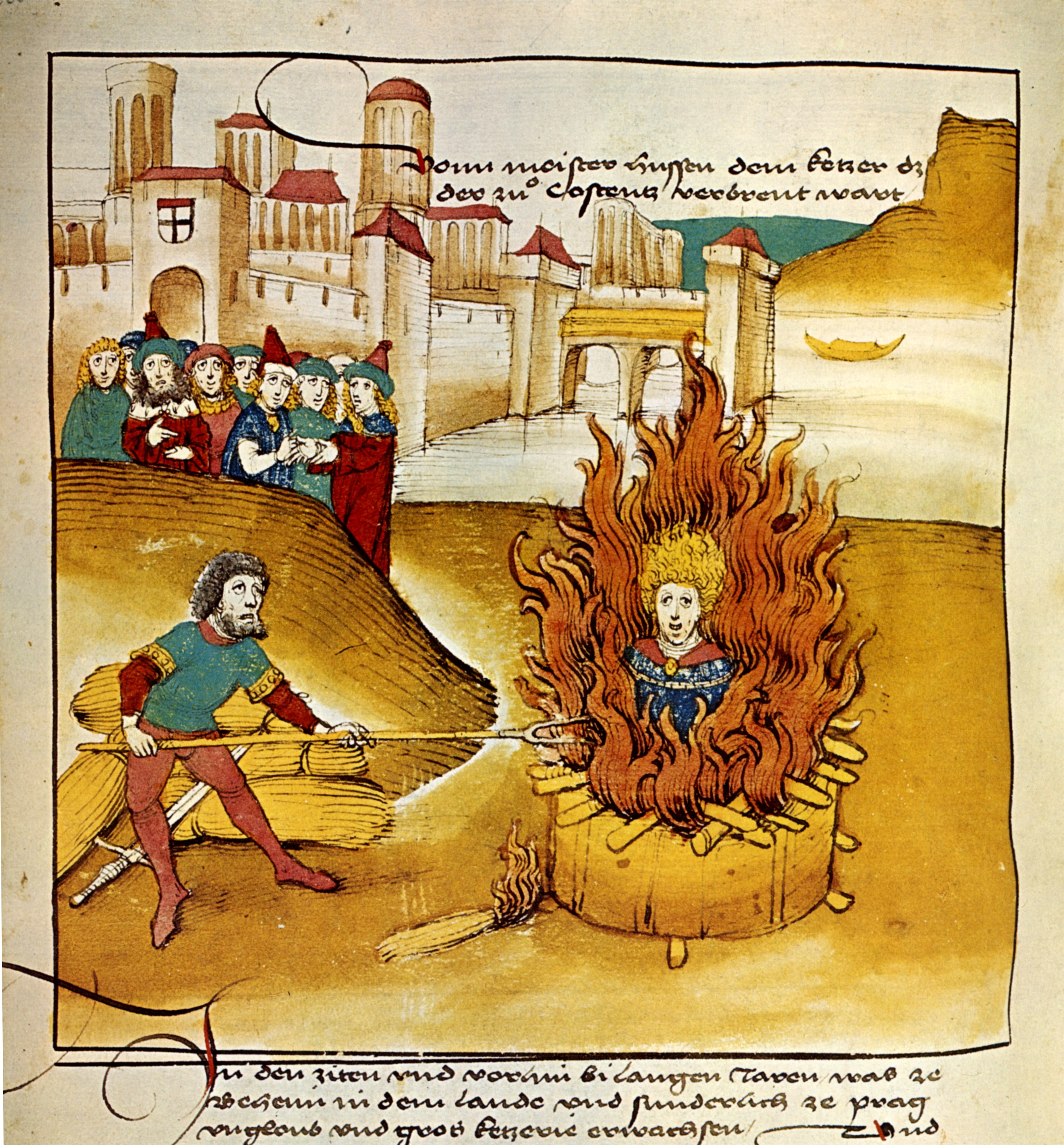
Arderea pe rug a lui Jan Hus

În 1413, Jan Hus a scris lucrarea De Ecclesia (Despre Biserică), prin care și-a exprimat părerea sa despre ierarhia bisericească. Jan Hus a susținut că numai Isus poate să fie călăuzitor și conducător în credință. Această afirmație a fost citată de acuzatorii lui la Konstanz (pe malul lacului Boden, la granița dintre Germania și Elveția), la procesul lui Jan Hus. Regele german Sigismund i-a asigurat lui Jan Hus drum liber la dus și întors, promisiune atestată la 18 octombrie 1414 printr-o scrisoare oficială. Jan Hus s-a hotărât să-și prezinte ideile sale în fața reprezentanților clerului și să se apere singur. La data de 3 noiembrie 1414, Jan Hus sosește în Konstanz, unde este imediat arestat, primind locuința unui prelat bisericesc. După arestare, Regele Sigismund a amenințat că părăsește consiliul și a fost eliberat din funcția sa, după ce a susținut că afirmațiile lui Jan Hus sunt în competența bisericească. Jan Hus a fost încarcerat în cetatea Gottlieben pe Rin a episcopului din Konstanz, unde a fost înfometat și legat în lanțuri la un perete în apropierea gropii cu fecale. La 4 mai 1415, Consiliul l-a excomunicat pe John Wycliff, lucrările sale au fost arse și dat fiind că Wycliff murise 30 de ani în urmă, osemintele lui sunt condamnate să fie arse. Jan Hus este adus la mânăstirea franciscană în 5 iunie 1415, unde va petrece ultimele sale săptămâni de viață. Jan Hus a fost dus la refectoriu, unde a fost interogat (5–8 iunie 1415). Jan Hus a avut ocazia să-și apere ideile și i s-a pretins numai retragerea și dezmințirea tuturor afirmațiilor sale eretice, ceea ce el a refuzat în mod repetat. La 6 iulie 1415 Jan Hus a fost condamnat de Conciliul de la Konstanz, ca eretic, la arderea pe rug pentru afirmațiile sale.
La aceeași dată, Jan Hus este ars pe rug împreună cu manuscriptele sale, cenușa sa fiind împrăștiată în Rin. Ultimele cuvinte ale lui Jan Hus, înainte de a fi ars pe rug, ar fi fost: "O, sancta simplicitas!" ("O, sfântă prostie!"). Astăzi, o piatră funerară amintește locul execuției. Execuția lui Jan Hus s-a făcut sub conducerea lui Friedrich I de Brandenburg, mai târziu Prinț von Brandenburg, strămoșul regilor prusaci din familia Hohenzollern. În scrisoarea lui de rămas bun către prieteni, Jan Hus scrie: „Mă bucură faptul că totuși a trebuit să citească cărțile mele și că, în speranța că vor găsi ceva necurat, le-au citit mai sârguincios ca și Sfânta Scriptură”.
Execuția lui Hus și prigoana declanșată împotriva adepților săi a fost una din cauzele directe ale declanșării Războaielor Husite (1419 - 1436).

## Tradiția
Tomáš Garrigue Masaryk a folosit numele lui Jan Hus în discursul său de la Universitatea din Geneva din 6 iulie 1915, pentru apărarea împotriva Austriei și în iulie 1917 pentru titlul primului corp de trupe legiunile sale din Rusia.